# 분당중학교
분당중학교(盆唐中學校)는 대한민국 경기도 성남시 분당구 정자동에 위치한 공립 중학교이다.

## 학교 연혁
- 1995년 3월 1일 : 신기중학교 4학급으로 개교
- 1995년 3월 1일 : 초대 허수홍 교장 취임
- 1996년 2월 13일 : 제1회 졸업(남 40명, 여 48명 합계 88명)
- 1996년 3월 1일 : 분당중학교로 교명 변경(15학급)
- 2010년 3월 1일 : 25학급(특수학급 1학급) 편성
- 2011년 3월 1일 : 보건교육 시범학교 운영
- 2011년 9월 1일 : 아이스하키부 창단
- 2013년 3월 1일 : 혁신학교 지정(26학급)
- 2016년 3월 1일 : 안전교육연구 시범학교
- 2017년 3월 1일 : 혁신학교 재지정
- 2021년 1월 19일 : 체육관 및 급식실 증축 공사 완공
- 2023년 12월 22일 : 제29회 졸업식(남 74명, 여 60명, 134명, 누계 7,361명)
- 2024년 3월 1일 : 제11대 현혜경 교장 취임
- 2024년 3월 1일 : 13학급(특수학급1) 편성

## 참고 자료
- 분당중학교 - 한국교육학술정보원 학교알리미